# Хидробиология
Хидробиологията е наука, която изучава непосредствено живота във водните екосистеми. Тя проследява подробно развитието на растителните и животинските организми във водните басейни. Следи и за други жизнени показатели (като температура, замърсяване на околната среда, соленост и др.) при които се намират изследваните от нея организми.